# غاريقون نطاقي
غاريقون نطاقي (الاسم العلمي:Agaricus zonatus) هو نوع من الفطريات يتبع جنس الغاريقون من الفصيلة الغاريقونية.